# V-반 프로젝트

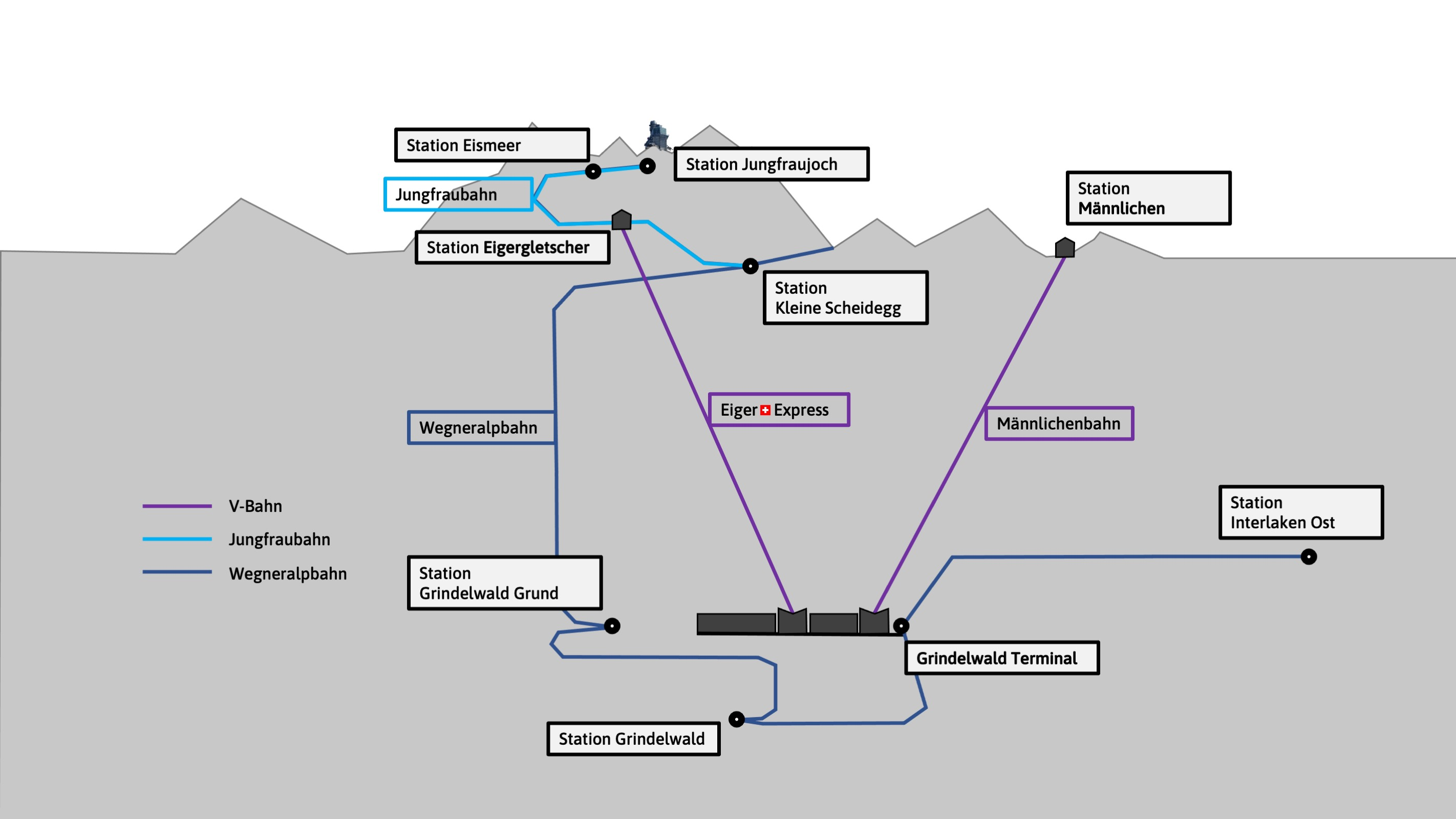
프로젝트 지도

V-반 프로젝트(독일어: V-Bahn-Projekt)는 융프라우반 홀딩 AG(Jungfraubahn Holding AG)가 추진한 프로젝트로 그린델발트 터미널을 중심으로 아이거글레처와 멘리헨을 V자 형태로 연결하는 2개의 V-케이블카를 말한다. 이름은 한 지점에서 시작하여 다른 방향으로 V자 모양으로 계속되는 케이블카 경로에서 파생된다. V-반(Bahn)의 개통으로 그린델발트에서 융프라우요흐까지의 이동 시간은 45분, 멘리헨까지의 기존 경로는 11분 단축되었다. 알프스에서 가장 큰 인프라 프로젝트 중 하나였다.

## 역사

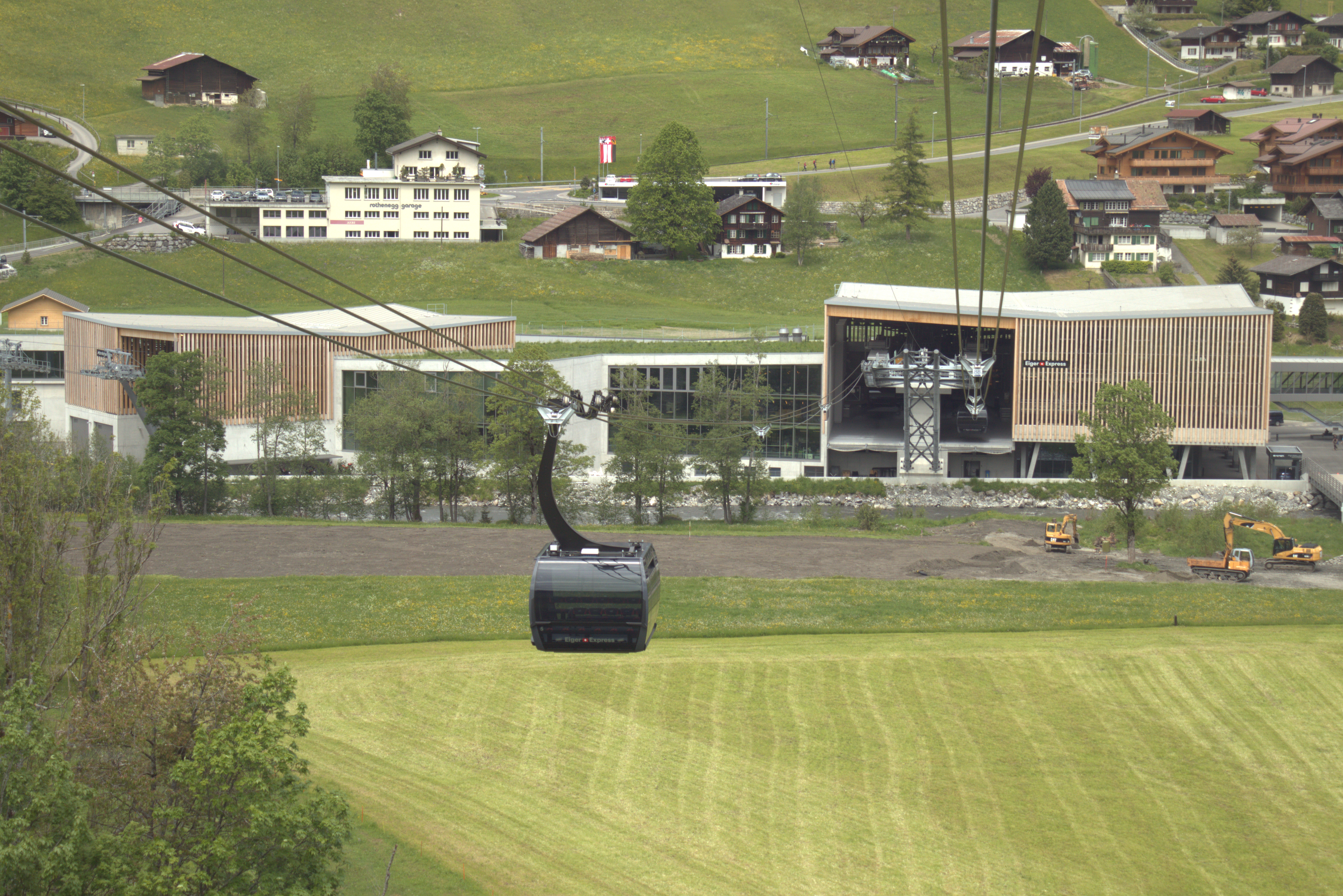
그린델발트 터미널과 아이거 익스프레스 케이블카

### 프로젝트의 구성 요소
V-반 프로젝트는 8가지 통합 구성 요소로 구성된다.
1. 계곡 바닥에 그린델발트 터미널 건설
2. 터미널에 다층 주차장 건설
3. 터미널에서 피르스트반으로 연결되는 버스 터미널
4. 새로운 아이거 익스프레스 케이블카 개통
5. 멘리헨까지 곤돌라 리프트 갱신
6. 아이거글레처역 확장
7. 벵에른알프 철도용 새 철도 차량 주문
8. 융프라우 철도용 신규 철도 차량 주문

전체 프로젝트의 핵심은 그린델발트 터미널이다.

### 기획 및 준비 단계
8개 부분으로 구성된 V-반 프로젝트는 2012년 12월 19일에 발표되었다. 이어진 기간 동안 지역 주민들에게 프로젝트에 대한 정보를 제공하고 프로젝트에 대한 토론과 토론이 진행되었다. 융프라우반 홀딩 AG는 2014년 10월 24일에 그린델발트 지방 자치 단체의 유권자 과반수가 이 프로젝트에 찬성표를 던질 때까지 2014년까지 어느 정도 설득력을 발휘해야 했다.
구조 계획은 2015년 9월 25일에 승인되었다. 이를 통해 계획 승인 프로세스가 2016년 봄에 시작될 수 있었다. 그 후 2년 동안 집중적으로 17개의 반대 의견을 해결하는 데 중점을 두었다. 전체 계획 단계에는 이미 CHF 1,200만이 들었다.

### 건설
공식 기공식은 2018년 7월 3일에 거행되었다. 그린델발트-멘리헨 곤돌라 리프트 건설이 6월 11일에 시작되었다. 아이거 익스프레스의 첫 마스트는 2018년 12월 18일에 인도되었다. 2019년 3월 15일, 새로운 삼륜 곤돌라 아이거 익스프레스를 위한 아이거글레처 산악 역의 연결 터널 돌파가 축하되었다. 2019년 3월 31일 기존 그린델발트-멘리헨 곤돌라가 폐쇄되었고, 4월에 곤돌라가 철거되었다. 2019년 7월과 8월에 아이거 익스프레스의 견인 및 서스펜션 케이블을 위한 여러 건의 대형 운송이 다시 이루어졌다. 아이거 익스프레스는 2020년 5월부터 설치되었으며, 여름에는 케이블 풀과 케이블 연결이 이어졌다. 2020년 9월부터 현대식 26인승 캐빈으로 첫 시승을 했다.
V-케이블웨이는 2020년 12월 4일에 개통되었다. 코로나 바이러스 전염병에 대한 봉쇄 조치로 인해 소규모로만 시작될 수 있었다.

## 연결
모든 철도의 중심은 그린델발트 터미널이다. 인터라켄 동역에서 베른 오버란트 철도로 갈 수 있다.
그린델발트 터미널역에서 케이블카는 아이거글레처역(아이거 익스프레스)까지, 케이블카는 멘리헨(멘리헨반)으로, 톱니바퀴 열차는 클라이네 샤이덱(벵에른알프 철도)까지 계속된다. 클라이네 샤이덱역에서 융프라우 철도로 환승한 다음 아이거글레처역을 통해 융프라우요흐로 이동할 수 있다.
케이블카는 15분 간격으로 운행한다. 반면에 벵에른알프 철도는 매시간 또는 더 긴 간격으로 운행된다.

## 갤러리

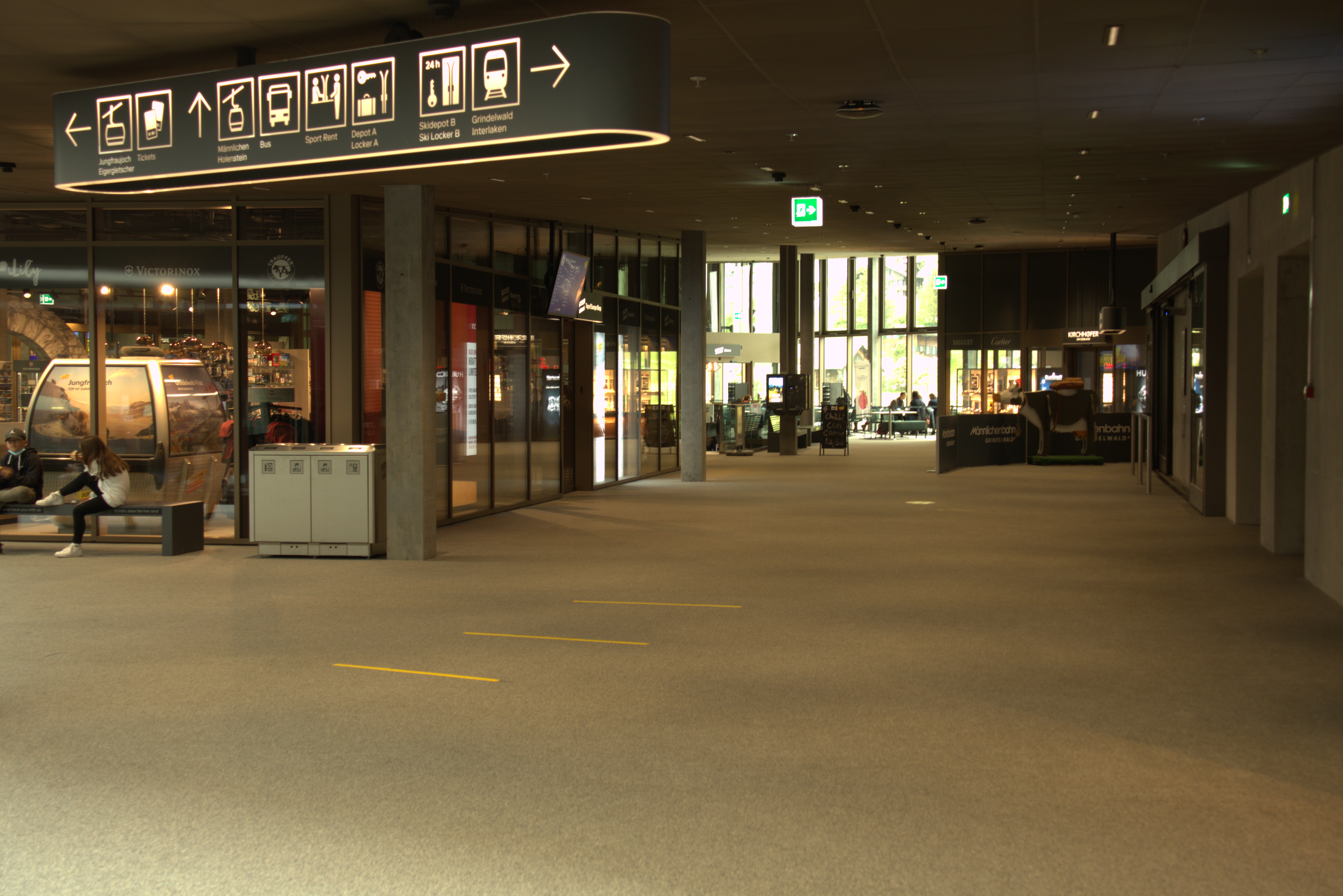
그린델발트 터미널 내부
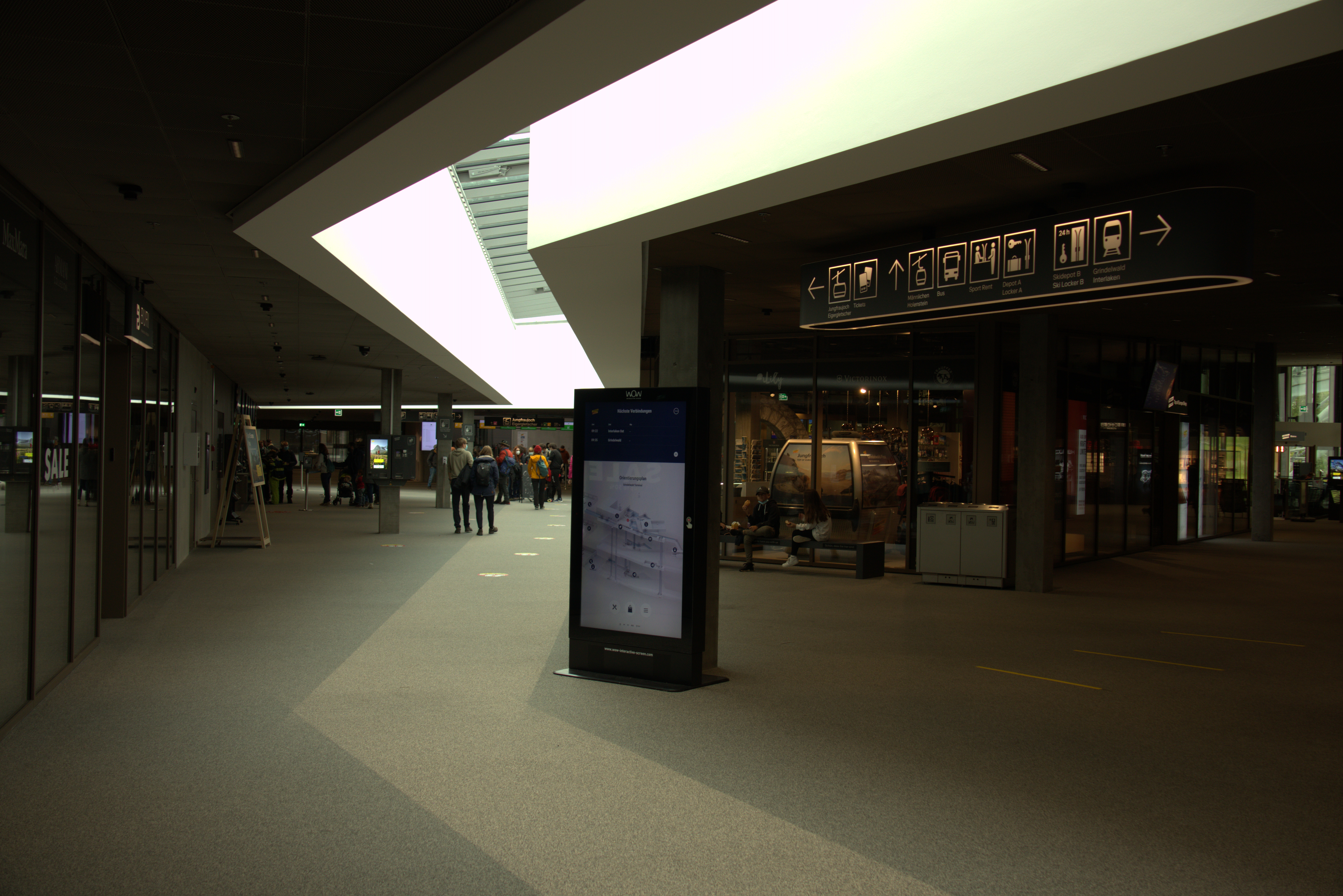
그린델발트 터미널 내부
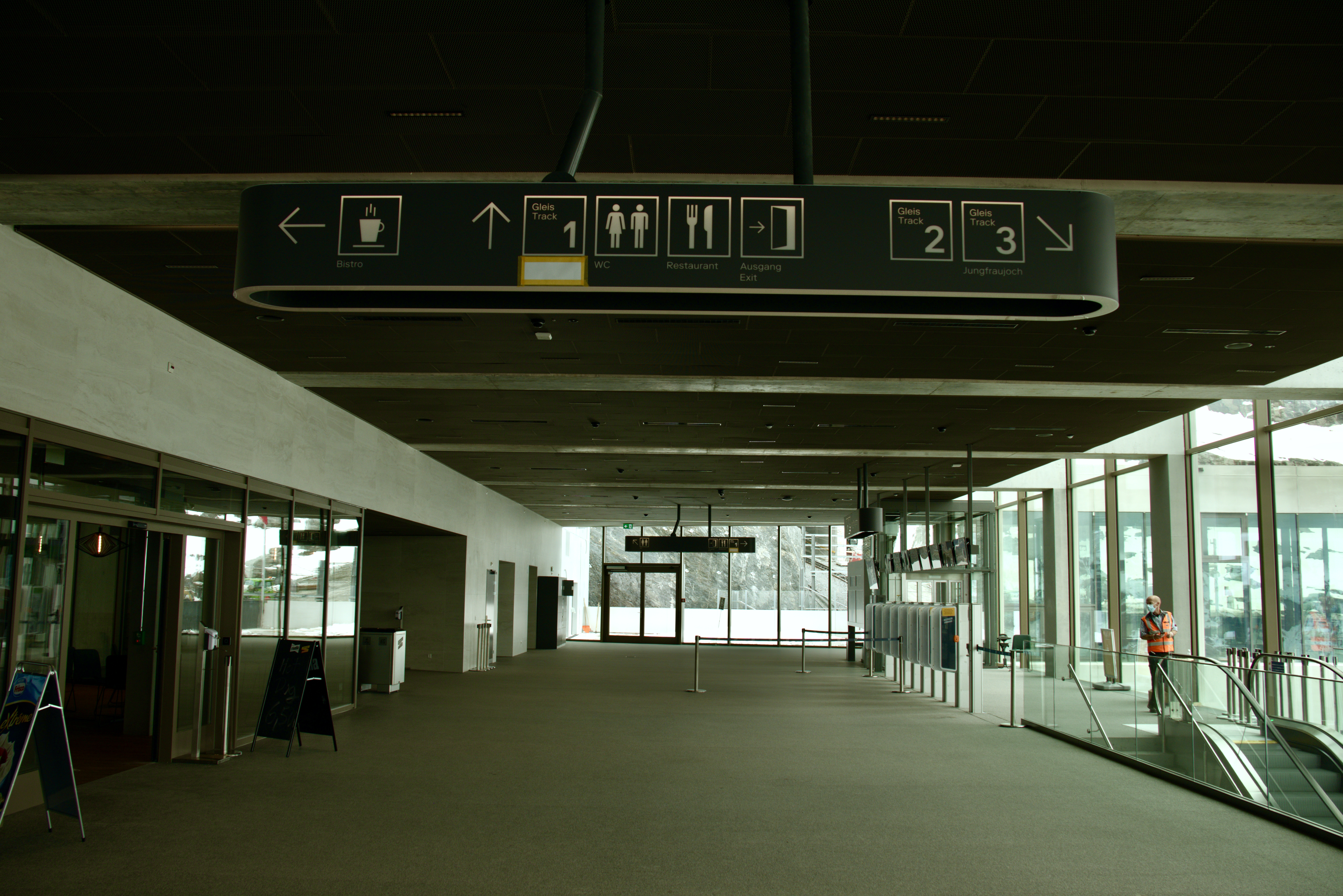
아이거글레처역
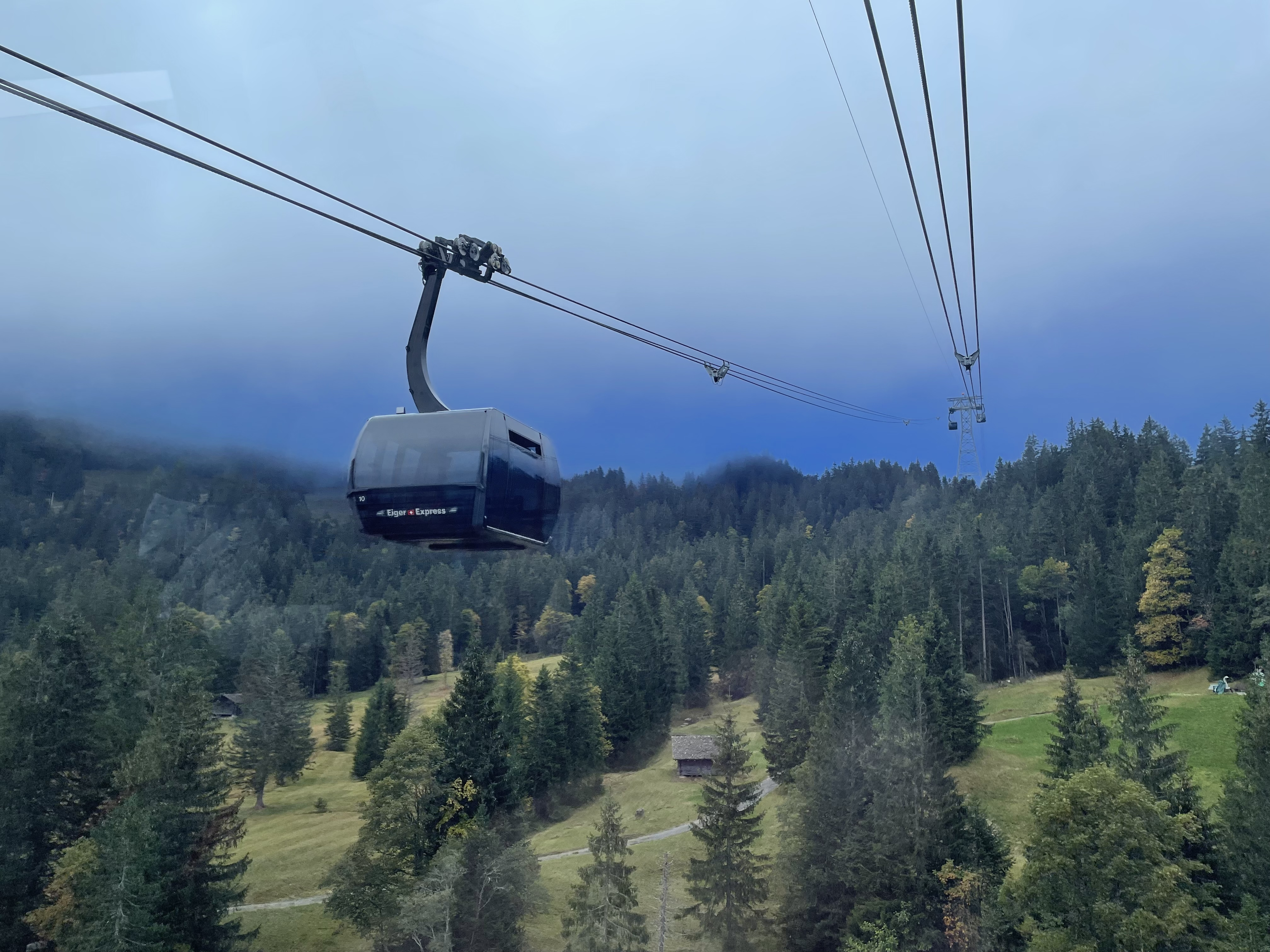
아이거 익스프레스

## 비판
이 프로젝트는 많은 비판을 받았다. 비판의 포인트는 한편으로는 장엄한 아이거 북벽의 전망이 손상되었다는 것이었다. 케이블카는 자연과 풍경을 ‘훼손’하는 ‘옷줄’로 묘사되었다. 두 번째 요점은 융프라우반 홀딩 AG가 프로젝트의 반대자들을 다루는 방식이 의심스러웠다. 프로젝트에 참여한 사람들은 융프라우반 홀딩 AG가 약속을 지키지 않았고, 사람들이 회사에 겁을 먹고 모욕적인 말을 했다고 말했다. 그 결과, 융프라우반 홀딩 AG의 폭력적인 공격과 심지어 살해 위협에 대한 보고서가 공개되었다.